# Jelena Korban
Jelena Korban, ros. Елена Корбан (z domu Didilenko, [Дидиленко] ur. 20 kwietnia 1961) – radziecka lekkoatletka specjalizująca się w długich biegach sprinterskich. W czasie swojej kariery reprezentowała Związek Socjalistycznych Republik Radzieckich.

## Sukcesy sportowe
W 1982 r. zdobyła w Atenach brązowy medal mistrzostw Europy w biegu sztafetowym 4 x 400 metrów. W 1983 r. zdobyła w Helsinkach brązowy medal mistrzostw świata, również w sztafecie 4 x 400 metrów. W 1983 r. zdobyła także dwa medale podczas letniej uniwersjady, rozegranej w Edmonton: złoty w sztafecie 4 x 400 metrów oraz brązowy w biegu na 400 metrów. Na kolejnej uniwersjadzie (Kobe 1985) ponownie zdobyła złoty medal w sztafecie 4 x 400 metrów.

## Rekordy życiowe
- bieg na 400 metrów – 50,77 – Leningrad 27/07/1983
- bieg na 400 metrów (hala) – 52,20 – Moskwa 12/02/1983